# Fagnano Olona
Fagnano Olona – miejscowość i gmina we Włoszech, w regionie Lombardia, w prowincji Varese.
Według danych na rok 2004 gminę zamieszkuje 10 418 osób, 1302,2 os./km².